# Ricky Calloway
Richard Marlon Calloway (ur. 12 grudnia 1966 roku w Cincinnati, Ohio) – koszykarz amerykański, pierwszy zawodnik w polskiej lidze, który występował wcześniej w NBA (jeden sezon w barwach Sacramento Kings), w sezonie 1996/97 reprezentował barwy AZS-u Toruń.

## Życiorys
W 1985 wystąpił w meczu gwiazd amerykańskich szkół średnich – McDonald’s All-American.
W 1985 z ekipą Północy (North) wygrał Amerykański Festiwal Olimpijski (United States Olympic Festival to zawody dla perspektywicznych zawodników podzielonych na 4 ekipy Północ, Południe, Wschód i Zachód). W 1986 z reprezentacją Stanów Zjednoczonych wygrał „Renato William Jones Cup”. Skończył Withrow High School w Cincinnati. Studia rozpoczął na Indiana University w Bloomington (Indiana), gdzie z drużyną Indiana Hoosiers w sezonie 1986/1987 wywalczył mistrzostwo NCAA. W 1988 przeniósł się na University of Kansas w Lawrence (Kansas).
W 1990 roku wybrany w drafcie do Continental Basketball Association przez zespół Omaha Racers. Od 27 września 1990 roku do 30 października był zawodnikiem San Antonio Spurs, następnie podpisał umowę z Sacramento Kings. W NBA rozegrał 678 minuty w 64 spotkaniach, rzucając 205 punktów, zbierając 78 piłki oraz asystując 61 razy wszystkie w barwach Kings w sezonie 1990/1991.
Oprócz PLK i NBA występował także w Argentynie, Turcji, Francji, Izraelu oraz na Filipinach (PBA).
Po zakończeniu kariery założył własną firmę – Alliance Construction, zajmującą się budową basenów w okolicach Houston.

## Osiągnięcia
NCAA
- Mistrz NCAA (1987)[3]
- Uczestnik turnieju NCAA (1986–1988, 1990)
- Zaliczony do II składu All-Big Ten (1988)[4]

Drużynowe
- Mistrz USBL (1993)

Indywidualne
- Uczestnik meczu gwiazd:
  - PLK (1996)[5]
  - Polska – gwiazdy PLK (1997)[6]
- Wybrany do Galerii Sław Sportu:
  - Szkół Publicznych w Cincinnati (2010)[7]
  - Withrow (2012)[8]

Reprezentacja
- Zdobywca pucharu R. Williama Jonesa (1986)[9]
- Złoty medalista Amerykańskiego Festiwalu Olimpijskiego (strefa Północ – 1985)[9]